# ZipGenius
ZipGenius — бесплатный файловый архиватор для Windows. Поддерживает большое количество форматов сжатия.

## Форматы
ZipGenius полностью поддерживает форматы сжатия 7-ZIP, CAB, FWP, JAR, RPM, SQX, TAR, ZIP, а также следующие типы файлов на открытие и разархивирование: ACE, ARC, ARJ, BZ2, CZIP, CPIO, GZ, LZH (LHA), MIM (B64), PAK, RAR, TAZ, TGZ, UUE, XXE, YZ1, Z, ZOO.

## Возможности
Основные возможности и особенности ZipGenius:
- Интеграция в контекстное меню Проводника Windows
- Поддержка многотомных архивов
- Создание самораспаковывающихся архивов
- Восстановление повреждённых архивов
- Поддержка автоматического сканирования на вирусы с использованием антивирусов
- Поддержка различных языков интерфейса, в том числе русского.